# Weißer Mehlsack

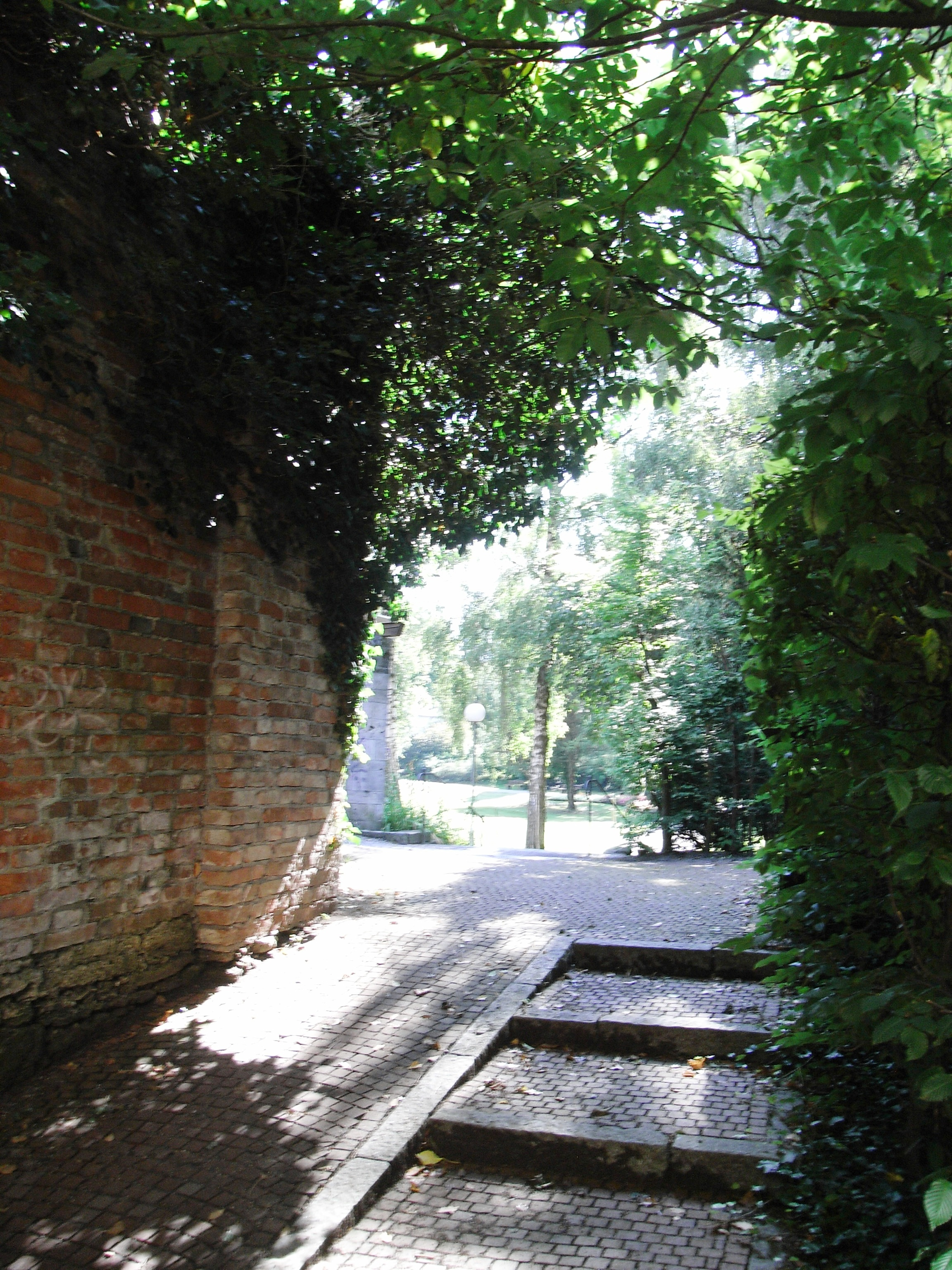
Der Platz des Mehlsacks heute

Der Weiße Mehlsack war ein Verteidigungsturm der oberschwäbischen Stadt Memmingen. Er wurde 1805 abgebrochen.

## Lage
Der Turm stand an der Westecke der sogenannten Ulmer Vorstadt zwischen dem Ulmer Tor und dem Schwalbenschwanzturm.

## Aussehen
Der Weiße Mehlsack war ein aus Ziegeln gemauerter runder Turm. Das Dach war ebenfalls rund, nach oben gezogen und mit einer kleinen Wetterfahne abgeschlossen. Bedeckt war er mit Dachziegeln. Nach alten Stadtansichten hatte er unter dem Dach eine Galerie mit Schießscharten. Er war als einer von wenigen Türme der Stadt verputzt und weiß gekalkt.

## Geschichte

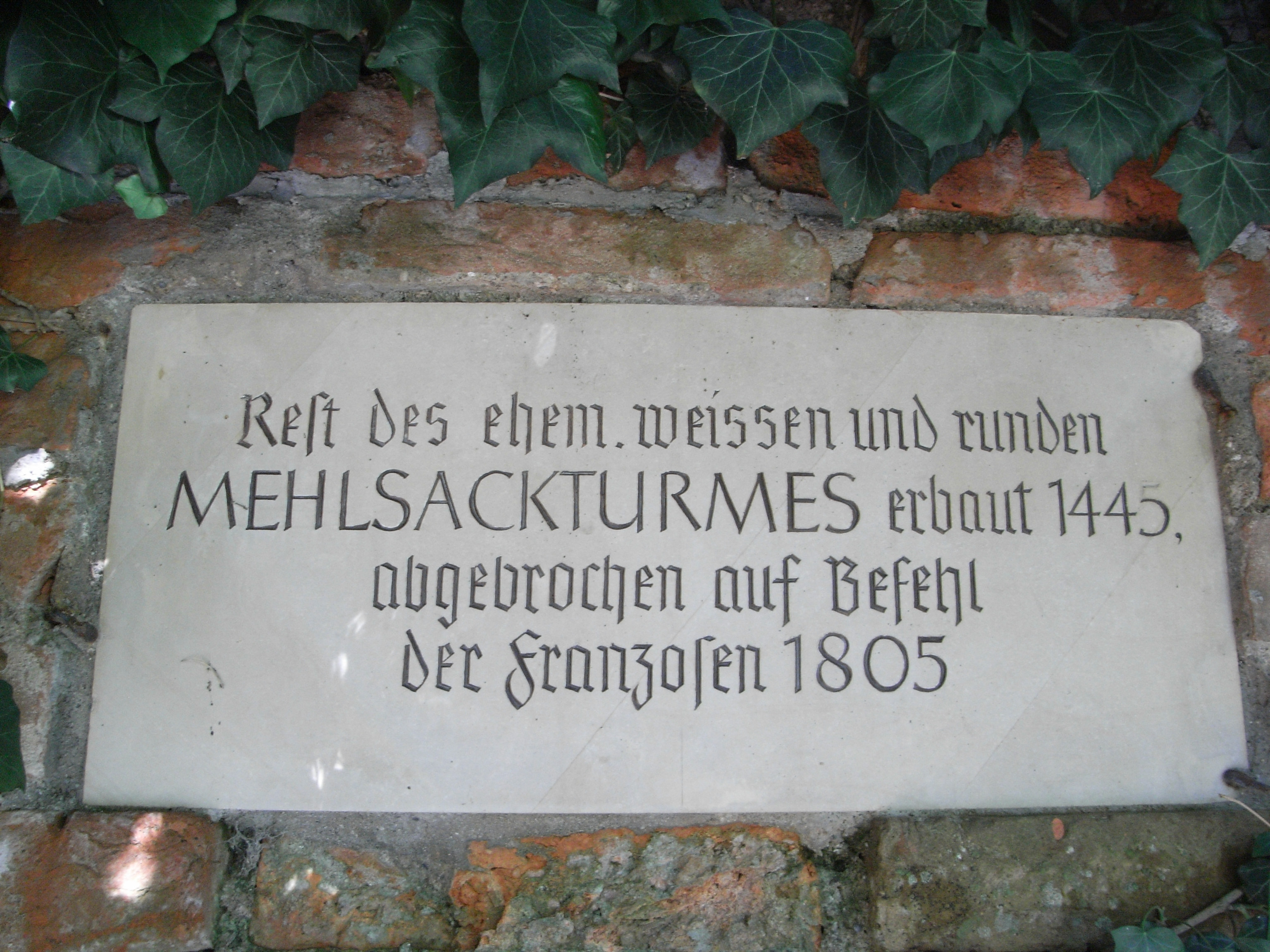
Erinnerungstafel am Rest des Mehlsacks

Der Turm wurde 1445 bei der letzten Stadterweiterung als Geschützturm erbaut. Er diente vor allem dazu, das danebenstehende Ulmer Tor und die davorliegende Grimmelschanze abzusichern. Er wurde 1805 im Dritten Koalitionskrieg während der Besetzung durch die französischen Armee auf deren Befehl hin abgebrochen. Diese wollten eigentlich die gesamte Stadtbefestigung schleifen, auf Bitten der Bürgerschaft verschonten sie diese jedoch bis auf fünf Türme. Der Name leitete sich von seinem Aussehen ab. Durch die weiße Kalkung sah er aus wie ein Mehlsack.